# Elisabetta Rocchetti
Elisabetta Rocchetti (Roma, 25 gennaio 1975) è un'attrice, regista e sceneggiatrice italiana.

## Biografia
Elisabetta Rocchetti, figlia dell'avvocato Nicola Rocchetti, ben conosciuto nell'ambiente dello spettacolo, debutta nel 1996, partecipando al film Compagna di viaggio, regia di Peter Del Monte.
Nel 2003 vince il Globo d'oro, come migliore attrice esordiente per il film L'imbalsamatore (2002), regia di Matteo Garrone, in cui è protagonista insieme a Valerio Foglia Manzillo.
Tra gli altri suoi lavori cinematografici, ricordiamo: Il cartaio e Non ho sonno, regia di Dario Argento, L'amore è eterno finché dura, regia di Carlo Verdone, Ti amo in tutte le lingue del mondo, regia di Leonardo Pieraccioni e Il ritorno del Monnezza, regia di Carlo Vanzina. Per il piccolo schermo ha lavorato, tra l'altro ne Il bello delle donne, in Ti piace Hitchcock?, Caterina e le sue figlie 2 e Terapia d'urgenza.
Nel 2006 debutta alla regia nel cortometraggio L'ultima seduta, con Alessandro Manetti, Valentina Tosti e Giampaolo Morelli. Quattro anni più tardi scrive, dirige e produce il suo primo lungometraggio dal titolo Diciottanni - Il mondo ai miei piedi, con protagonisti lei, Marco Rulli, Marco Iannitello e Nina Torresi. Nel settembre 2015 torna dietro alla macchina da presa con Il velo di Maya, le cui riprese si sono svolte a Roma e a Grosseto, con protagonista lei, Sandra Milo, Valerio Foglia Manzillo, Mattia Sbragia ed Enzo Salvi.

## Filmografia

### Attrice

#### Cinema
- Compagna di viaggio, regia di Peter Del Monte (1996)
- I colori del diavolo, regia di Alain Jessua (1997)
- M.D.C. - Maschera di cera, regia di Sergio Stivaletti (1997)
- L'amico di Wang, regia di Carl Haber (1997)
- La classe non è acqua, regia di Cecilia Calvi (1997)
- Besame mucho, regia di Maurizio Ponzi (1999)
- C'era un cinese in coma, regia di Carlo Verdone (2000)
- Tobia al caffè, regia di Gianfranco Mingozzi (2000)
- Non ho sonno, regia di Dario Argento (2001)
- L'ultimo bacio, regia di Gabriele Muccino (2001)
- Tre mogli, regia di Marco Risi (2001)
- I cavalieri che fecero l'impresa, regia di Pupi Avati (2001)
- Un amore perfetto, regia di Valerio Andrei (2002)
- Il piacere di piacere, regia di Luca Verdone (2002)
- L'imbalsamatore, regia di Matteo Garrone (2002)
- Cattive inclinazioni, regia di Pierfrancesco Campanella (2003)
- Il compagno americano, regia di Barbara Barni (2003)
- Il cartaio, regia di Dario Argento (2004)
- L'amore è eterno finché dura, regia di Carlo Verdone (2004)
- I tre volti del terrore, regia di Sergio Stivaletti (2004)
- Il siero della vanità, regia di Alex Infascelli (2004)
- Il ritorno del Monnezza, regia di Carlo Vanzina (2005)
- Keller - Teenage Wasteland (2005)
- Piano 17, regia dei Manetti Bros. (2005)
- Ti amo in tutte le lingue del mondo, regia di Leonardo Pieraccioni (2005)
- Il bosco fuori, regia di Gabriele Albanesi (2006)
- Il segreto di Rahil, regia di Cinzia Bomoll (2007)
- Diciottanni - Il mondo ai miei piedi, regia di Elisabetta Rocchetti (2010)
- La meravigliosa avventura di Antonio Franconi, regia di Luca Verdone (2011)
- Vento di Sicilia, regia di Carlo Fusco (2012)
- Il velo di Maya, regia di Elisabetta Rocchetti (2017)
- Lazzaro felice, regia di Alice Rohrwacher (2018)
- Anima bella, regia di Dario Albertini (2021)
- Indagine su una storia d'amore, regia di Gianluca Maria Tavarelli (2024)

#### Televisione
- Un posto al sole – soap opera (1999)
- Distretto di Polizia – serie TV, episodio 2x11 (2001)
- Il bello delle donne – serie TV (2001)
- Distretto di Polizia – serie TV, episodio 3x17 (2002)
- Ultima pallottola, regia di Michele Soavi – miniserie TV (2003)
- La squadra 4 – serie TV, 1 episodio (2003)
- Ti piace Hitchcock?, regia di Dario Argento – film TV (2005)
- R.I.S. - Delitti imperfetti – serie TV, episodi 1x07-4x17 (2005-2008)
- Crimini – serie TV, episodio 1x05 (2007)
- Terapia d'urgenza – serie TV (2008)
- Il tredicesimo apostolo – serie TV, episodio 2x01 (2014)

### Regista
- L'ultima seduta – cortometraggio (2006)
- Diciottanni - Il mondo ai miei piedi (2010)
- Il velo di Maya (2017)